# Alegeri legislative în Grecia, iunie 1989
Alegerile legislative au avut loc în Republica Elenă în 18 iunie 1989. În joc au fost 300 de locuri în parlamentul elen, Voule.
Partidul liberal-conservator Noua Democrație, condus de Constantin Mitsotakis, l-a învins pe Partidul Mișcării Socialiste (PASOK) condus de Andreas     Papandreou. Cu toate acestea,  Partidul Noua Democrație nu ar putea forma un guvern, în ciuda avansului de 5% din votul popular, din cauza legii electorale pe care guvernul anterior PASOK a votat-o înainte de alegeri, care necesita o parte de 50 la sută din voturi pentru a câștiga, în vederea guvernării.

## Voturi
Rezumatul alegerilor Parlamentului grec din 18 iunie 1989	
1. Noua Democrație	Constantine Mitsotakis	2,887,488		44.3%	+3.5%	145		+19
2. Miscarea Socialista Panelena	Andreas Papandreou	2,551,518	39.1%		-6.7%	125	-36
3. Coalitia de Stanga si Progres	Charilaos Florakis	855,944		13.1%	+4.0%	28	+16
4. Partidul Comunist din Grecia	Charilaos Florakis				22
5. Partidul grec de Stanga		Leonidas Kyrkos				4
6. Partidul Democrat de Stanga					1
7. Partidul Independent					1
8. Partidul Democrat Reinnoirea	Konstantinos Stefanopoulos	65,614	1.0%	-	1	-
9. Lista Independenta de Musulmani		34,145		0.5%	+0.2%	1	+1
10. Uniunea Nationala Politica		21,149	0.3%		-0.0%	-	-
11. Partidul Comunist din Grecia-  Stang	Yiannis Banias	18,114	0.3%		-1.5%	0	-1
12. Crestin Democrat		11,450	0.2%	-	-	-
13. Partidul Liberal		9,001		0.1%	-0.1%	0	-
14. Miscarea Ecologica		2,079	0.1%	-	-
15. Uniunea de Centru		7,770	0.1%	-	-	-
16. Altii		50,836	0.8%	-	-	-

- Voturi valide		6,521,211	100.00		300
- Voturi invalide		148,017
- Totalul voturilor a fost de 6,669,228, reprezentând 84.5%.